# 眼球贝
眼球贝（学名：Erosaria erosa）为宝贝科眼球贝属的动物。分布于印度-太平洋区、台湾岛以及中国大陆的广东大陆沿岸、海南岛、西沙群岛、南沙群岛等地，多生活于潮间带低潮区或靠下浅水岩礁间以及退潮后常隐藏在礁石下或缝隙间。该物种的模式产地在毛里求斯岛。